# Lions Bay
Lions Bay est un village côtier de Colombie-Britannique situé au nord de Vancouver, au Canada.

## Situation

Lions Bay sur une carte du District régional du Grand Vancouver.

Lions Bay est situé au nord dans l'agglomération du Grand Vancouver. Il est enclavé dans le district électoral A et bordé à l'est par la baie Howe.

## Démographie
| 2001  | 2006  | 2011  | 2016  |
| ----- | ----- | ----- | ----- |
| 1 379 | 1 328 | 1 318 | 1 334 |

## Transport
Le village est desservi par l'autoroute provinciale 99.